# Zastava Poljske
Zastava Poljske (polj. Flaga Polski) sastoji se od bijele i crvene boje. Kada je zastava u vodoravnom položaju, bijela boja je gornja, a kada je postavljena okomito, tada je bijela boja na lijevoj strani. Zastava potječe iz 1831. godine i predstavlja jedan od tri simbola Republike Poljske, zajedno s grbom (bijelim orlom) i himnom (Mazurek Dąbrowskiego). 

## Vanjske poveznice
|  | Zajednički poslužitelj ima još gradiva o temi Zastava Poljske |

- Flags of the World